# Retorn de Tamerlà a l'Iraq Ajamita
El retorn de Tamerlà a l'Iraq Ajamita es va produir després de la conquesta de Pèrsia (Fars) sota els muzaffàrides i va consolidar el domini timúrida a la regió (1393).
El 18 de maig de 1393 Timur abandonava Siraz cap a l'Iraq Ajamita (algun historiador l'esmenta com Hircània) en direcció a Esfahan. Pel camí es va dedicar a la cacera fent repetides matances d'animals salvatges. Després de 12 dies va acampar a Kumcha on el 30 de maig va emetre el decret que ordenava la mort de tots els prínceps muzaffàrides (vegeu Extermini dels Muzaffàrides (1393)). Segons Yazdi va arribar a Esfahan el 26 de maig i fou rebut allí pel príncep Muhammad Sultan que havia arribat abans i que li va donar un banquet.
Va restar a la ciutat durant cinc dies al palau de Nashidgean sortint vers el 10 de juny (las dates de Yazdi o del traductor de la Croix són a vegades confoses). Va enviar a Xah Rukh per endavant per anar a trobar la reina Sarai Mulk Khanum, i va anar camí de la població de Dehi Alawi. Timur pel seu costat va anar en dos dies cap a Jerbadekan i un dia després era a la població d'Ankhoyan els habitants de la qual eren d'una secta d'ateus i s'havien fet forts als buits de les roques; Timur va mobilitzar totes les seves forces per repartir-se per tota la regió i a una hora convinguda trencar tots els dics de manera que les aigües vinguessin cap a les zones rocoses on s'amagaven els sectaris; així es va fer i la major part dels sectaris van morir ofegats als seus caus. Les seves propietats foren saquejades per les tropes.
Va passar la nit a la població i al dia següent 19 de juny en va sortir, acampant a la plana de Parahan, on va ordenar una cacera general en que es van matar milers de gaseles i ases salvatges. Las reines Sarai Mulk Khanum i Tuman Agha i les altres esposes de Timur i la princesa Khan Zade i altres van arribar a temps de participar de la festa i la celebració. El 22 de juny Timur va desacampar i es va dirigir a la plana de Pul Karkara on va romandre tres dies. Després va avançar dos dies i el 27 de juny va acampar a la plana d'Hamadan. Allà el va anar a rebre el príncep Miran Shah. Jahan Shah Bahadur, Shams al-Din Abas, Hajji Mahmud Shah i Utx Kara Bahadur van agafar l'equipatge amb el qual es van dirigir a Sultaniya. A Hamadan també va acudir Muhammad Sultan que s'havia quedat uns dies mes a Esfahan. A la plana d'Hamadan es va celebrar un banquet ofert per les dues reines.